# Gabriel Kolko
Gabriel Kolko (* 17. August 1932 in Paterson; † 19. Mai 2014 in Amsterdam) war ein US-amerikanischer Historiker und politischer Schriftsteller. Die Hauptinteressen lagen im US-Kapitalismus, in der Progressive Era und in der US-Außenpolitik, besonders im Kalten Krieg und in der Vietnampolitik. Er zählt zu den Revisionisten im Gefolge von William Appleman Williams. Er wohnte zuletzt in Amsterdam, wo er nach dem Tod (2012) seiner Frau Joyce 2014 durch Euthanasie starb.
Der Lehrersohn besuchte die Kent State University, wo er in amerikanischer Wirtschaftsgeschichte den BA 1954 erwarb. Danach besuchte er die University of Wisconsin und erwarb einen Master in amerikanischer Sozialgeschichte. Die Promotion erfolgte an der Harvard University 1962. Er war aktiv in der Student League for Industrial Democracy (SLID), wo er erste politische Beiträge veröffentlichte. Als Professor lehrte er an der University of Pennsylvania, der SUNY Buffalo und von 1970 bis 1986 an der York University in Toronto. Er war Mitglied der Royal Society of Canada.

## Historische Werke
Seine Untersuchungen (1963) zur Progressive Era (1900 bis 1920) zeigten, dass die durch die Politik eingeleitete Kontrolle der Kartelle weniger von ihr ausging als von den ökonomischen Eliten selbst gesteuert wurde. Dies galt auch für die Demokratische Partei.
1968 begann Kolko mit The Politics of War mit seiner revisionistischen Sicht auf die US-Außenpolitik seit 1945. Es folgten The Roots of American Foreign Policy (1969), wo er die Unangemessenheit der Containment-Politik als Ursache des Scheiterns in Vietnam ausmachte. Mit seiner Frau Joyce schrieb er The Limits of Power (1972), das breite Anerkennung fand. Zum Vietnamkrieg selbst steuerte er die breite Studie Anatomy of a War (1985) bei, die erstmals in den USA den Krieg als von vornherein nicht gewinnbar einschätzte. In Vietnam: Anatomy of a Peace (1997) blickte er auf die Entwicklung in Vietnam unter den Kommunisten zurück, die er kritisch beurteilte. Der Historiker Gaddis Smith (Yale) bezeichnete seine revisionistischen Arbeiten als Pamphlete.

## Wirtschaftliche und politische Positionen
Unter den US-Wirtschaftshistorikern gehörte er zu den Vertretern eines Corporate Liberalism im Gefolge von Adolf Berle. Neben dem geschichtlichen Werk trat er als demokratischer Sozialist für politische Ziele ein. Er kritisierte die marxistische Theorie als zu deterministisch. Trotz jüdischer Herkunft lehnte er den Staat Israel ab. Als der Vietcong Saigon 1975 einnahm, waren Gabriel und Joyce Kolko zufällig in Huế und verkündeten dort das Ereignis im Lokalradio. Die US-Politik im Irak und Afghanistan bezeichnete er 2007 als ziellos und sah sie in der erfolglosen Tradition seit 1945. The US is losing the wars in Iraq and Afghanistan for the very same reasons it lost all of its earlier conflicts. It has the manpower and firepower advantage, as always, but these are ultimately irrelevant in the medium- and long-run.

## Schriften
- World in Crisis: the End of the American Century. Pluto Press, London 2009.
- After Socialism: Reconstructing Critical Social Thought. Routledge, Abingdon 2006.
- The Age of War: The United States Confronts the World. Lynne Rienner, Boulder, CO 2006.
  - Machtpolitik ohne Perspektive: Die USA gegen den Rest der Welt, Zürich 2007, ISBN 978-3-85869-356-3
- Another Century of War? The New Press, New York, NY 2002.
- Vietnam: Anatomy of a Peace. Routledge, London, New York, NY 1997.
- Century of War: Politics, Conflicts, and Society since 1914. The New Press, New York, NY 1994.
  - Das Jahrhundert der Kriege, S. Fischer, Frankfurt/M. 1999, ISBN 978-3-10-040010-9
- Confronting the Third World: United States Foreign Policy, 1945–1980. Pantheon Books, New York, NY 1988.
- Anatomy of a War: Vietnam, the United States, and the Modern Historical Experience. The New Press, New York, NY 1994.
- Main Currents in Modern American History. Harper & Row, New York, NY 1976.
- mit Joyce Kolko: The Limits of Power: The World and United States Foreign Policy, 1945–1954. Harper & Row, New York, NY 1972.
- Crimes of War: A Legal, Political-Documentary, and Psychological Inquiry into the Responsibility of Leaders, Citizens, and Soldiers for Criminal Acts in Wars. Random House, New York, NY 1971, ISBN 0-394-41415-2.
- The Roots of American Foreign Policy: An Analysis of Power and Purpose. Beacon Press, Boston, MA 1969.
- The Politics of War: The World and United States Foreign Policy, 1943–1945. Random House, New York, NY 1990, ISBN 0-679-72757-4.
- Railroads and Regulation, 1877–1916. Princeton University Press, Princeton, NJ 1965. PhD dissertation
- The Triumph of Conservatism: A Reinterpretation of American History, 1900–1916. Free Press, New York, NY 1963.
- Wealth and Power in America: An Analysis of Social Class and Income Distribution. Praeger, New York, NY 1962.
  - Besitz und Macht: Sozialstruktur und Einkommensverteilung in den USA, Suhrkamp, Frankfurt/M. 1967.
- Distribution of Income in the United States. Student League for Industrial Democracy, New York, NY 1955.

## Einzelbelege
1. ↑  R.I.P., Gabriel Kolko (1932–2014) – Marquette University Law School Faculty Blog. Abgerufen am 23. Juni 2022 (amerikanisches Englisch).
2. ↑  William Yardley: Gabriel Kolko, Left-Leaning Historian of U.S. Policy, Dies at 81. In: The New York Times. 11. Juni 2014, ISSN 0362-4331 (nytimes.com [abgerufen am 23. Juni 2022]).
3. ↑  Gaddis Smith: The United States as villain. In: The New York Times. 10. Oktober 1976, ISSN 0362-4331 (nytimes.com [abgerufen am 23. Juni 2022]).
4. ↑  Israel: A Stalemated Action of History. 25. August 2009, abgerufen am 23. Juni 2022 (amerikanisches Englisch).
5. ↑  Joyce Kolko. In: Journal of Contemporary Asia. Band 42, Nr. 3, August 2012, ISSN 0047-2336, S. 349–349, doi:10.1080/00472336.2012.690561.
6. ↑  SPIEGEL ONLINE Interview With Military Historian Gabriel Kolko: 'Many in the US Military Think Bush and Cheney Are Out of Control'. In: Der Spiegel. 15. Oktober 2007, ISSN 2195-1349 (spiegel.de [abgerufen am 23. Juni 2022]).
7. ↑  Historian Interview: 'The US Will Lose War Regardless What it Does'. In: Der Spiegel. 10. September 2007, ISSN 2195-1349 (spiegel.de [abgerufen am 23. Juni 2022]).

| Personendaten    | Personendaten                             |
| ---------------- | ----------------------------------------- |
| NAME             | Kolko, Gabriel                            |
| ALTERNATIVNAMEN  | Kolko, Gabriel Morris                     |
| KURZBESCHREIBUNG | US-amerikanischer Historiker              |
| GEBURTSDATUM     | 17. August 1932                           |
| GEBURTSORT       | Paterson (New Jersey), Vereinigte Staaten |
| STERBEDATUM      | 19. Mai 2014                              |
| STERBEORT        | Amsterdam                                 |